# Obozy internowania żołnierzy polskich w czasie II wojny światowej
Obozy internowania żołnierzy polskich w czasie II wojny światowej – miejsca przymusowego pobytu tych polskich wojskowych, którzy po klęsce Polski i Francji znaleźli się – po przekroczeniu granicy – na terytorium państw neutralnych, lub za takowe się uważających. Status internowanych i ich dalsze losy były bardzo różne. Ogromna większość z nich (z wyjątkiem tych, którzy zostali zatrzymani w ZSRR) zdołała dotrzeć do ośrodków formowania Polskich Sił Zbrojnych, gdzie mieli możność wzięcia udziału w wojnie po stronie aliantów.

## Rumunia, Węgry, Litwa i Łotwa

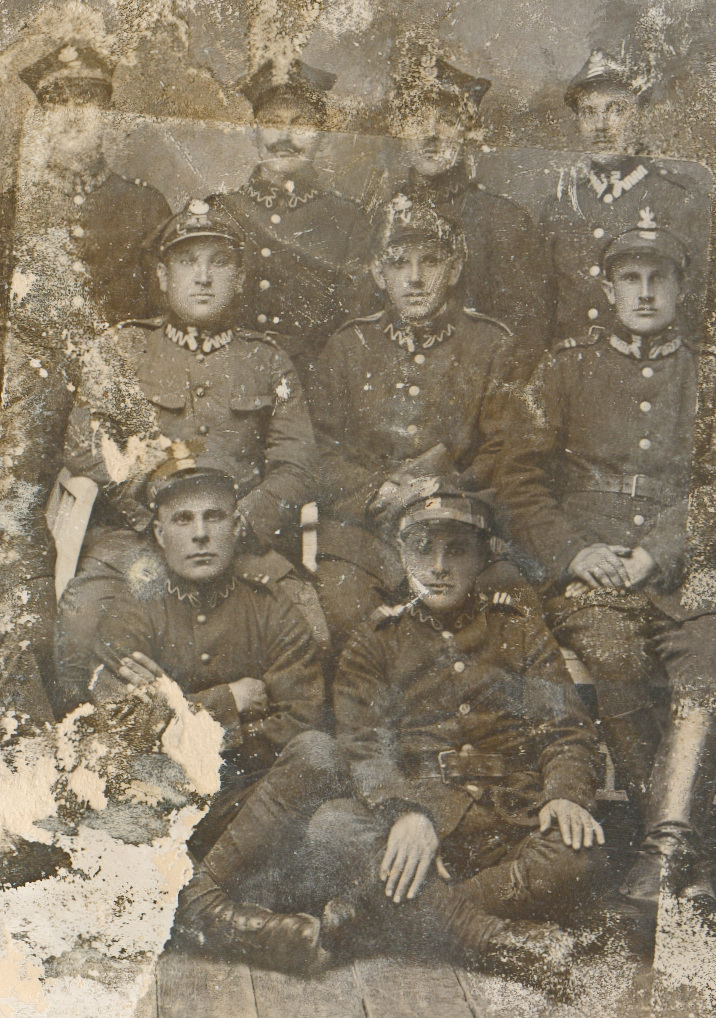
Żołnierze polscy internowani na Węgrzech (1940 rok). Prawdopodobnie żołnierze pochodzą z 4 pułku saperów.

Pierwsze obozy internowanych powstały w Rumunii, dokąd – do końca września 1939 roku – przedostało się około 50 tysięcy żołnierzy, w tym ponad 3600 generałów i oficerów. Żołnierzy tych osadzono w kilkudziesięciu obozach, najczęściej w złych lub bardzo złych warunkach bytowych. Największymi obozami były obóz w Târgu Jiu i w Călimănești. Obozy karne znajdowały się w Făgaras i Braszowie.
Granicę węgierską do końca października 1939 przekroczyło 40 382 żołnierzy (w tym około 5400 generałów i oficerów), których rozmieszczono w obozach w Balatonboglár, Balatonföldvár, Dömös, Eger, Komárom, Nagycenk, Ostrzyhom i Sárvár, a ponadto w obozach karnych w Nagykanizsa, Gunt, Siklós i w cytadeli budapeszteńskiej.
Na Litwie internowano około 13 000 żołnierzy, w tym 1000 generałów i oficerów. Byli przetrzymywani w obozach w Olicie, Połądze i w fortach pod Kownem.
Wreszcie na Łotwie znalazło się 1315 żołnierzy, w tym 176 oficerów, których internowano na terenach koszar.
Do wszystkich tych krajów trafiło również kilkadziesiąt tysięcy cywilnych uchodźców, głównie przedstawicieli władz i ich rodzin.

## ZSRR
Po 17 września 1939 roku w Związku Radzieckim znalazło się ponad 200 000 jeńców polskich. Większość szeregowych żołnierzy została po jakimś czasie zwolniona do domów (łącznie z prawem dwustronnego przekraczania ówczesnej granicy radziecko-niemieckiej), natomiast oficerów, policjantów i inne osoby o wyróżniającym się statusie społeczno-prawnym (łącznie około 22 000), zatrzymano w specjalnych obozach NKWD. Poza nielicznymi (w tym tymi, którzy po inkorporacji Litwy i Łotwy zostali osadzeni obozie jenieckim NKWD w Griazowcu) wszyscy zginęli rozstrzelani na mocy rozkazu Stalina wiosną 1940 roku.

## Skandynawia
W Szwecji znalazło się kilka załóg polskich jednostek pływających, w tym okrętów podwodnych „Sęp”, „Ryś”, „Żbik” i wsławiony ucieczką w przeddzień kapitulacji z Helu kuter patrolowy Straży Granicznej ORP Batory, które zostały internowane do końca wojny, ale większość załóg zdołała przedostać się do Wielkiej Brytanii i wziąć udział w dalszych zmaganiach przeciw Niemcom.

## Dalsze losy internowanych
W obozach na Węgrzech i w Rumunii podejmowano zakonspirowane działania, mające ułatwić żołnierzom ewakuację do Francji (przez Jugosławię i Włochy) lub Syrii (przez Jugosławię i Grecję). Organizacją przerzutów żywo interesowały się władze polskie w Paryżu, bowiem internowani stanowili – obok wcześniejszej emigracji zarobkowej – podstawowe źródło uzupełnień dla Wojska Polskiego, odtwarzanego we Francji przez gen. Sikorskiego.
Ewakuację przeprowadzono tak sprawnie, że z Węgier i Rumunii wydostało się około 80 000 polskich żołnierzy. W Rumunii pozostało około 5000 internowanych (w tym 800 oficerów), którzy w lutym 1941 zostali przekazani Niemcom. Podobny los spotkał 6000 internowanych na Węgrzech; tych Niemcy przejęli w roku 1944. Większość uchodźców cywilnych (około 13 000) rozproszyła się po całym świecie. Lepiej pilnowani członkowie rządu II RP mieli mniejsze szanse ucieczki. Prezydent Mościcki wyjechał do Szwajcarii (miał obywatelstwo tego kraju), minister spraw zagranicznych Józef Beck zmarł w Rumunii w 1944 r., a marszałek Edward Śmigły-Rydz (po ucieczce i nieudanych próbach nawiązania kontaktów z konspiracją) w roku 1941 w Warszawie.
W drugiej połowie 1940 roku jeszcze około 3000 żołnierzy i młodocianych ochotników zdołało przedostać się na Bliski Wschód. Z Litwy i Łotwy uciekło około 500 żołnierzy, z czego ponad połowa dotarła do Wielkiej Brytanii.

## Po klęsce Francji
Błyskawiczne zwycięstwo niemieckie spowodowało, że z takim trudem odbudowana armia polska uległa rozproszeniu. Jedyny większy zwarty oddział – 2 Dywizja Strzelców Pieszych (około 13 000 żołnierzy) – przekroczył 20 czerwca 1940 granicę szwajcarską, gdzie został internowany. Żołnierze ci wrócili do szeregów dopiero w roku 1944.
Część żołnierzy, którzy nie zdołali ewakuować się z portów francuskich, szukała drogi przez Półwysep Iberyjski. Tych, którym się nie powiodło, władze Hiszpanii osadzały w wielkim obozie internowanych w Miranda de Ebro. Wśród przedstawicieli około czterdziestu narodowości Polacy stanowili najliczniejszą grupę. W początkach roku 1943 było ich około 1200. Zwolnieni na żądanie aliantów zasilili oddziały polskie w Wielkiej Brytanii.